# Iglesia de San Leonardo (Lipnica Murowana)
La iglesia de San Leonardo en Lipnica Murowana es una iglesia gótica de madera polacasituada en el pueblo de Lipnica Murowana del siglo XV. En 2003 fue  designada por la UNESCO como Patrimonio de la Humanidad como parte del conjunto Iglesias de la Pequeña Polonia (ref. 1053-005).

## Historia
La iglesia está situada junto al río Uszwica, más allá del antiguo dique de Lipnica Murowana.  La iglesia fue construida probablemente a finales del siglo XV, en el lugar de una antigua iglesia. Según la tradición de la ciudad, la iglesia fue construida en 1143 o 1203,  ya que esta fecha puede verse en el muro noreste del coro, en el lugar de un antiguo cram pagano.
La iglesia se encuentra hoy en día en una estructura casi intacta, y pertenece a las iglesias góticas de madera más notables de Polonia. La iglesia está construida con una estructura de madera, bipartita. El presbiterio está rodeado por tres paredes. La nave es más ancha y  tiene forma de cuadrado. En el siglo XVII, la iglesia estaba rodeada de un pintoresco soboty, un rebaje de madera sostenido por pilares, durante el cual se construyó un campanario. No hay ninguna sacristía junto al coro. El tejado está cubierto de tejas de madera, como es tradicional. Sólo hay ventanas en el lado sur de la iglesia, con las puertas de entrada al sur y al oeste de la iglesia.

## Galería

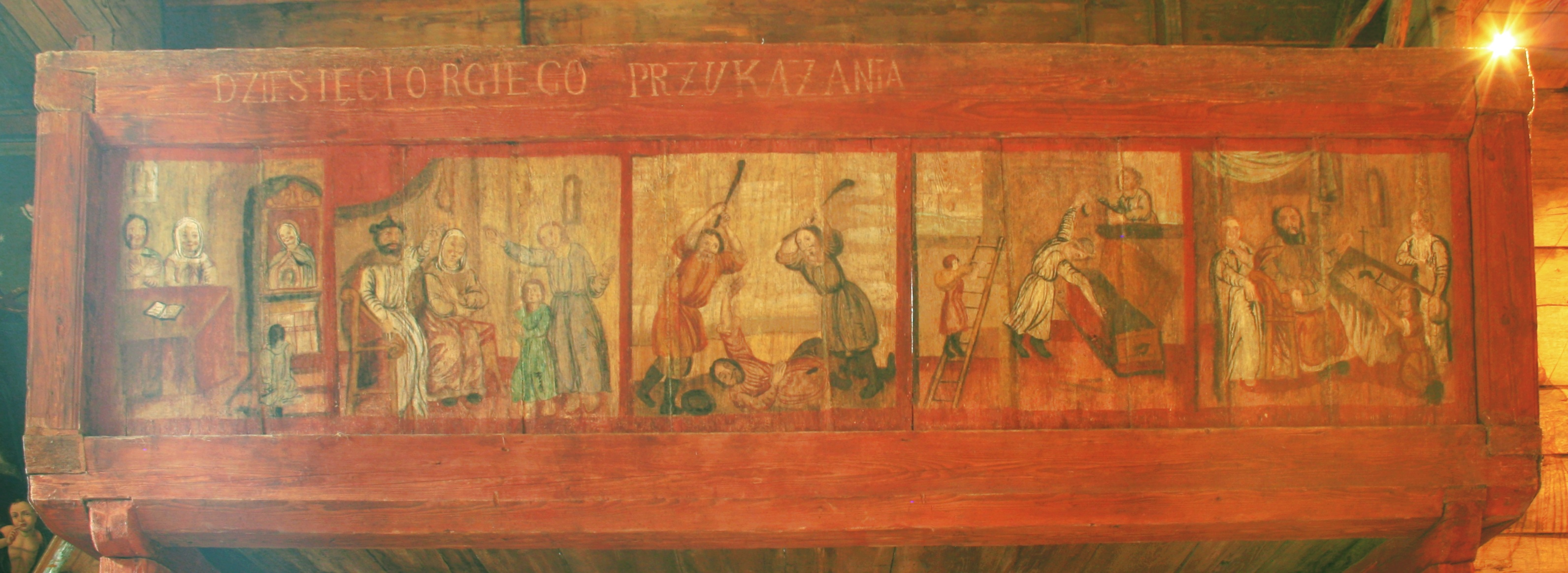
Policromía que ilustra los Diez Mandamientos.
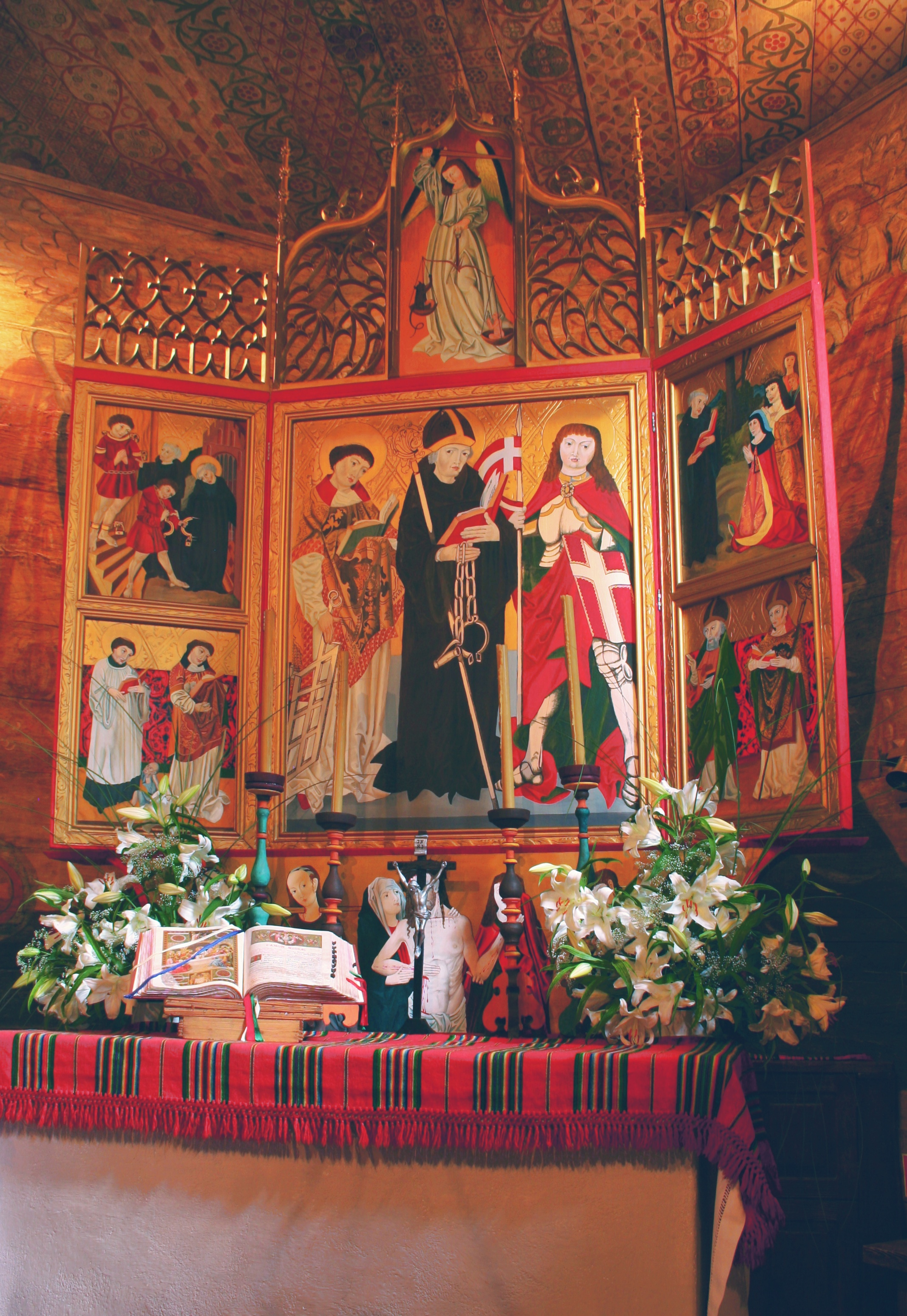
Altar de san Leonardo.
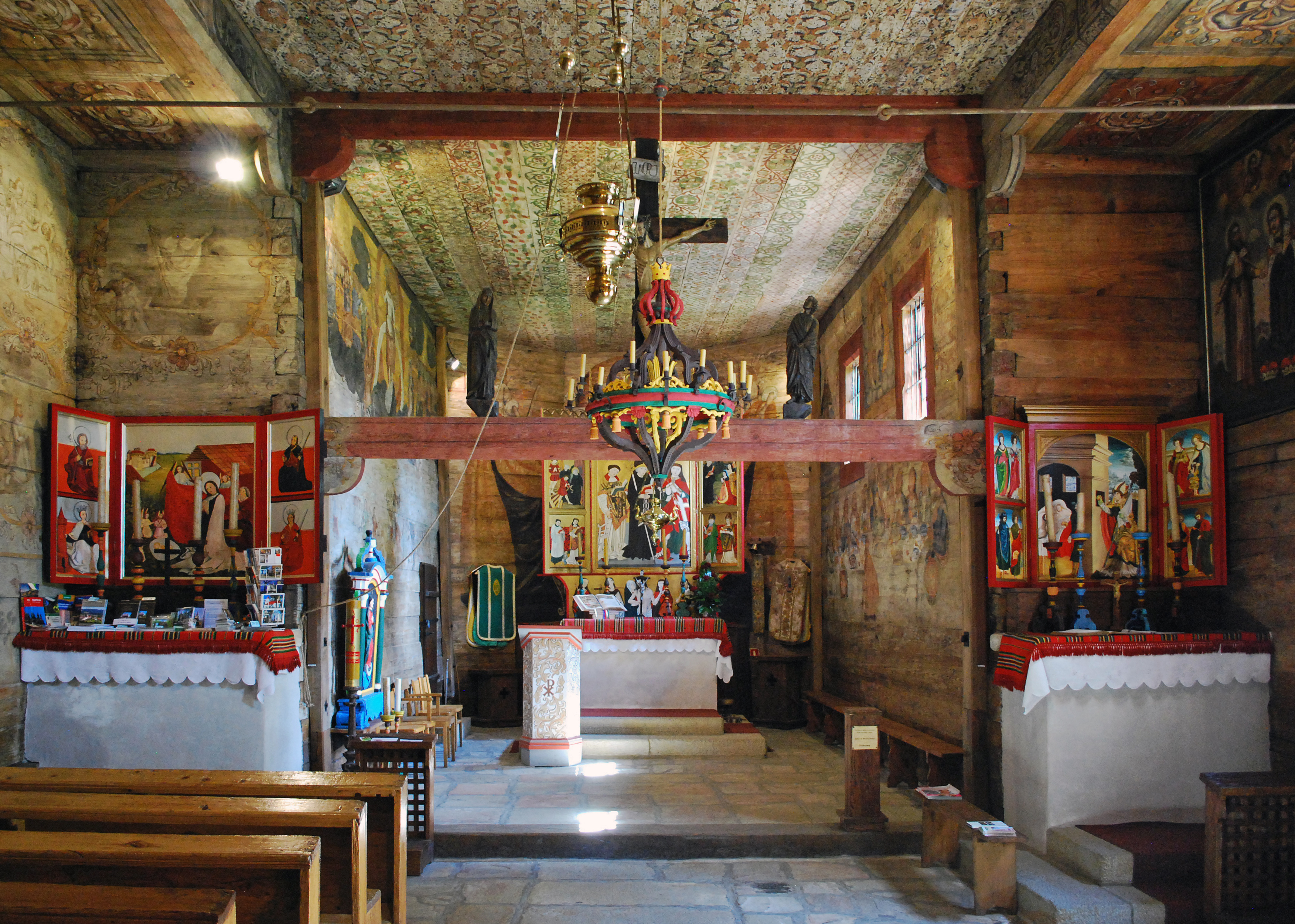
Interior de la iglesia